# Metallura iracunda
A Metallura iracunda  a madarak osztályának sarlósfecske-alakúak (Apodiformes)  rendjébe és a kolibrifélék (Trochilidae) családjába tartozó faj.

## Rendszerezése
A fajt Alexander Wetmore amerikai ornitológus írta le 1947-ben.

## Előfordulása
Kolumbia és Venezuela határvidékén honos. Természetes élőhelyei a szubtrópusi és trópusi hegyi esőerdők, magaslati füves puszták és cserjések. Állandó, nem vonuló faj.

## Megjelenése
Testhossza 11 centiméter.
|  |

## Természetvédelmi helyzete
Az elterjedési területe nagyon kicsi és csökken, egyedszáma is csökken. A Természetvédelmi Világszövetség Vörös listáján veszélyeztetett fajként szerepel.